# Кубок европейских чемпионов по волейболу среди женщин 1979/1980
20-й розыгрыш Кубка европейских чемпионов по волейболу среди женщин проходил с 1 ноября 1979 по 9 марта 1980 года с участием 19 клубных команд стран-членов Европейской конфедерации волейбола (ЕКВ). Финальный этап был проведён в Готвальдове (Чехословакия). Победителем турнира во 2-й раз в своей истории стала чехословацкая команда «Руда Гвезда» (Прага).

## Команды-участницы
| Страна       | Команда                        |                           |
| ------------ | ------------------------------ | ------------------------- |
| Австрия      | «Блау-Гельб» (Вена)            | Чемпион Австрии 1979      |
| Албания      | «Динамо» (Тирана)              | Чемпион Албании 1979      |
| Бельгия      | «Хермес» (Остенде)             | Чемпион Бельгии 1979      |
| Венгрия      | НИМ ШЕ (Будапешт)              | Чемпион Венгрии 1979      |
| Греция       | «Панатинаикос» (Афины)         | Чемпион Греции 1979       |
| Дания        | «КФУМ Хельсингёр» (Хельсингёр) | Чемпион Дании 1979        |
| Испания      | «Торрелавега» (Торрелавега)    | Чемпион Испании 1979      |
| Италия       | «Бари» (Бари)                  | Чемпион Италии 1979       |
| Люксембург   | «Олимпик» (Люксембург)         | Чемпион Люксембурга 1979  |
| Нидерланды   | «Принс» (Доккюм)               | Чемпион Нидерландов 1979  |
| Норвегия     | «Берген СИ» (Берген)           | Чемпион Норвегии 1979     |
| Португалия   | «Лейшойнш» (Матозиньюш)        | Чемпион Португалии 1979   |
| Турция       | «Эджзаджибаши» (Стамбул)       | Чемпион Турции 1979       |
| Финляндия    | «Кархулан Вейкот» (Котка)      | Чемпион Финляндии 1979    |
| Франция      | АСУЛ (Лион)                    | Чемпион Франции 1979      |
| ФРГ          | «Шверте» (Шверте)              | Чемпион ФРГ 1979          |
| Чехословакия | «Руда Гвезда» (Прага)          | Чемпион Чехословакии 1979 |
| Швейцария    | «Уни» (Базель)                 | Чемпион Швейцарии 1979    |
| Югославия    | «Црвена Звезда» (Белград)      | Чемпион Югославии 1979    |

## Система проведения розыгрыша
В турнире принимали участие чемпионы 19 стран-членов ЕКВ. Соревнования состояли из 1-го раунда, 1/8 и 1/4 финалов плей-офф и финального этапа.
Финальный этап состоял из однокругового турнира с участием четырёх победителей четвертьфинальных пар.
В связи с подготовкой сборной СССР к Олимпиаде-80 от участия отказался чемпион СССР 1979 «Уралочка» (Свердловск).

## 1-й раунд
1—22.11.1979
 «Торрелавега» —  «Лейшойнш» (Матозиньюш)
1 ноября. 3:1 (15:6, 12:15, 15:8, 15:7).
22 ноября. 1:3 (9:15, 15:5, 6:15, 10:15). Общий счёт игровых очков по сумме двух матчей 97:86.
 «КФУМ Хельсингёр» —  «Кархулан Вейкот» (Котка)
10 ноября. 2:3 (15:12, 14:16, 5:15, 15:6, 8:15).
17 ноября. 1:3 (16:14, 13:15, 11:15, 2:15).
 «Берген СИ» —  «Олимпик» (Люксембург)
3:0 (15:4, 15:4, 15:12).
3:0 (15:5, 15:9, 15:11).

## 1/8 финала
8—16.12.1979
 «Шверте» —  «Динамо» (Тирана)
8 декабря. 1:3 (15:8, 7:15, 13:15, 9:15).
15 декабря. 0:3 (6:15, 3:15, 11:15).
 «Бари» —  «Кархулан Вейкот» (Котка)
8 декабря. 3:1 (15:6, 15:2, 10:15, 15:1).
15 декабря. 3:0 (15:3, 15:10, 15:9).
 «Берген СИ» —  «Принс» (Доккюм)
8 декабря. 0:3 (5:15, 8:15, 5:15).
15 декабря. 0:3 (7:15, 2:15, 1:15).
 «Эджзаджибаши» (Стамбул) —  «Блау-Гельб» (Вена)
8 декабря. 3:2.
15 декабря. ?:?
 «Руда Гвезда» (Прага) —  «Црвена Звезда» (Белград)
9 декабря. 3:0 (15:4, 15:7, 15:10).
16 декабря. 3:0.
 «Уни» (Базель) —  «Хермес» (Остенде)
9 декабря. 1:3 (15:5, 15:17, 12:15, 13:15).
16 декабря. 3:2 (12:15, 16:14, 15:4, 12:15, 15:11).
 «Торрелавега» —  «Панатинаикос» (Афины)
9 декабря. 3:0 (15:8, 18:16, 15:5).
16 декабря. ?:?
 НИМ ШЕ (Будапешт) —  «Лион»
3:0.
3:1 (15:10, 15:4, 12:15, 15:4).

## Четвертьфинал
8—16.02.1980
 «Руда Гвезда» (Прага) —  «Принс» (Доккюм)
8 февраля. 3:0 (15:11, 15:12, 15:11).
15 февраля. 3:2 (17:15, 11:15, 10:15, 15:11, 15:6).
 «Бари» —  «Динамо» (Тирана)
9 февраля. 3:1 (17:15, 15:7, 9:15, 15:9).
16 февраля. 0:3 (9:15, 5:15, 1:15).
 «Торрелавега» —  «Эджзаджибаши» (Стамбул)
10 февраля. 0:3 (6:15, 10:15, 5:15).
16 февраля. 0:3 (3:15, 1:15, 7:15).
 НИМ ШЕ (Будапешт) —  «Хермес» (Остенде)
 ?:?
 ?:?

## Финальный этап
7—9 марта 1980.  Готвальдов.
Участники:
 «Руда Гвезда» (Прага)

 НИМ ШЕ (Будапешт)

 «Эджзаджибаши» (Стамбул)

 «Динамо» (Тирана)
Команды-участницы провели однокруговой турнир, по результатам которого определена итоговая расстановка мест.

### Результаты
| М | Команда                  | 1   | 2   | 3   | 4   | И | В | П | С/П | О |
| - | ------------------------ | --- | --- | --- | --- | - | - | - | --- | - |
| 1 | «Руда Гвезда» (Прага)    |     | 3:0 | 3:0 | 3:0 | 3 | 3 | 0 | 9:0 | 6 |
| 2 | «Эджзаджибаши» (Стамбул) | 0:3 |     | 0:3 | 3:0 | 3 | 1 | 2 | 3:6 | 4 |
| 3 | НИМ ШЕ (Будапешт)        | 0:3 | 3:0 |     | 0:3 | 3 | 1 | 2 | 3:6 | 4 |
| 4 | «Динамо» (Тирана)        | 0:3 | 0:3 | 3:0 |     | 3 | 1 | 2 | 3:6 | 4 |

Ввиду равенства очков и соотношения партий у трёх команд, итоговые 2—4 места распределены по соотношению игровых очков, набранных командами во всех матчах: «Эджзаджибаши» — 0,858, НИМ ШЕ — 0,827, «Динамо» — 0,651.
7 марта
 НИМ ШЕ —  «Эджзаджибаши»
3:0 (15:12, 15:12, 15:13)
 «Руда Гвезда» —  «Динамо»
3:0 (15:7, 15:3, 15:4)
8 марта
 «Руда Гвезда» —  «Эджзаджибаши»
3:0 (15:4, 15:6, 15:5)
 «Динамо» —  НИМ ШЕ
3:0 (15:11, 15:13, 15:12)
9 марта
 «Руда Гвезда» —  НИМ ШЕ
3:0 (15:9, 15:7, 15:8)
 «Эджзаджибаши» —  «Динамо»
3:0 (15:2, 15:13, 15:8)

### Итоги

#### Положение команд
| «Руда Гвезда» (Прага)    |
| «Эджзаджибаши» (Стамбул) |
| НИМ ШЕ (Будапешт)        |
| 4. «Динамо» (Тирана)     |

#### Призёры
«Руда Гвезда» (Прага): Элишка Лангшадлова, Надя Пеханова, Марцела Хладкова, Алена Гржебенова, Итка Павликова, Рената Свержепова, Мирослава Благова, Ярмила Элиашова, Дарина Птачкова. Тренер — Рихард Бёниш.
  «Эджзаджибаши» (Стамбул): Нурдан Айчелик, Арзу Багдатлыоглу, Сибель Белеке, Лилия Венкова, Мерал Калфаоглу, Виолет Костанда, Хюлья Одабаши, Мерал Оздемир, Сельджан Теоман, Айлин Устюндаг, Чигдем Эрман, Хюлья Эрчин. 
  НИМ ШЕ (Будапешт): Луция Банхедь-Радо, Илона Бузек-Маклари, Ирма Анкер, Дьёндь Барди, Беата Бернат, Жужа Сабо, Эрика Кормош, Эржебет Дивиак, Эва Сюч, Юдит Данада. Тренер — Йенё Ковач.